# Francisco Tallada y Forcadell

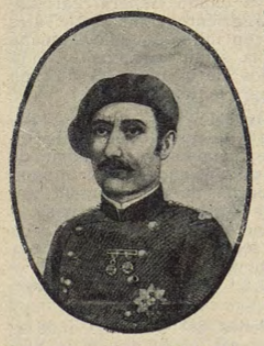
Francisco Tallada y Forcadell

Francisco Tallada y Forcadell (Alicante, 13 de noviembre de 1824-La Pileta, Margalef, 8 de marzo de 1873) fue un jefe carlista y militar español. 

## Biografía
Descendía de familia oriunda de Ulldecona (Tarragona). Era hijo del general carlista Antonio Tallada y Romeu, que sería fusilado por los liberales en 1838.
Inmersa España en la Primera Guerra Carlista, a los doce años de edad ingresó en el batallón carlista llamado 1.° de Valencia como cabo segundo, siendo promovido a alférez en el año siguiente. Se distinguió en la toma de Liria y en las acciones de Chiva, Ulldecona, Amposta, La Cenia, Villar, Torreblanca, Buñol y Pla del Pou. Cuando la expedición de Don Carlos María Isidro de Borbón por Aragón, Cataluña, Maestrazgo y Castilla, llegó con el general Cabrera a las puertas de Madrid.
Se batió al lado de su padre en las acciones de Catí, Villar de Canes, Iniesta y Castril, en donde cayó prisionero el 27 de febrero de 1838. Fue conducido a Madrid y luego al depósito de prisioneros de Cádiz, librándole su menor edad de ser fusilado, como lo fueron sus compañeros. En 1839 fue canjeado por un capitán de la Milicia Nacional de Valencia. Recobrada su libertad, volvió a servir a las órdenes de Cabrera, distinguiéndose en los combates de Tales y Carboneras. Al terminar aquella campaña, emigró a Francia.
En 1848, durante la campaña montemolinista, volvió a tomar las armas, y al frente de 40 hombres sorprendió a la guarnición de las Salinas de Amposta, con las armas de cuyos soldados equipó hasta 100 voluntarios. Pasó el Ebro para unirse a las fuerzas de Tristany, ascendiendo, por los méritos contraídos en las acciones de Aviñó y Las Planas, a capitán en 1849. Fue herido gravemente en San Lorenzo de los Piteus, y terminada aquella campaña se retiró a Tortosa, acogiéndose a indulto.
Estallada la tercera guerra carlista en 1872, salió a guerrear de nuevo en favor de Don Carlos. Unido al general Vallés, tomó parte en la acción de la Pobleta de Granadella, en que Vallés fue herido, tomando Tallada y Forcadell desde entonces el mando de sus fuerzas. Combatió contra los republicanos en Margalef, Cardó y la Palma; hizo una incursión a la provincia de Lérida, y a pesar de verse perseguido por cuatro columnas enemigas, atacó Mora de Ebro el 6 de diciembre de 1872 y el 8 del mismo mes se presentó en la Ermita de la Providencia, entrando después en Montblanch y en La Selva del Campo. Desarmó a los voluntarios republicanos de Riudecols y de Perelló, y sostuvo gloriosamente, al frente de unos 1000 hombres los combates de Santa Coloma de Queralt, Solivella y Espluga de Francolí. En la acción de La Pileta, el 8 de marzo de 1873, fue herido y muerto de un balazo, cuando Don Carlos acababa de otorgarle el grado de general de brigada.